# Harald Weiss (Politiker)
Harald Weiss (* 1954) ist ein österreichischer Unternehmer und Politiker (SPÖ). Von 2002 bis 2012 war er Bürgermeister der Freistadt Rust am Neusiedler See.

## Biographie
Harald Weiss absolvierte eine Ausbildung zum Polizist und als solcher unter anderem bei der Bundespolizeidirektion in Eisenstadt tätig. 1996 wurde er Obmann der SPÖ Rust. Am 13. Juni 2000 wurde Weiss von den Gemeinderäten zum Vizebürgermeister der Stadt gewählt. Im Jahr 2002 gewann er mit 52,48 Prozent der Stimmen die Wahl gegen den seit 33 Jahren amtierenden Bürgermeister Heribert Artinger und wurde 2008 mit 57,74 Prozent der Stimmen im Amt bestätigt.
Sein Nachfolger als Bürgermeister von Rust ist seit 2012 der SPÖ-Politiker Gerold Stagl.
Ehrenhalber war Weiss Präsident des Ruster Tennisvereins und ist derzeit Ehrenpräsident. Weiters war er als Obmann des Reinhaltungsverbands Region Neusiedler See – Westufer tätig. Er ist Geschäftsführer der Ruster Seebadbetriebs-GesmbH, die ein Hotel und ein Bad in der Stadt betreibt.
2013 erhielt er das Ordenskreuz in Gold des europäischen Weinritterordens.